# Павел Краловець
Павел Кра́ловец (англ. Pavel Královec; нар. 16 серпня 1977) — чеський футбольний арбітр категорії ФІФА (з 2005 року). Обслуговував матчі юніорського чемпіонату світу з футболу (U-17) в Мексиці.
Включений до списку арбітрів чемпіонату Європи 2012.
1 березня 2016 увійшов до складу суддівської бригади для обслуговування матчів чемпіонату Європи з футболу 2016.
З осені 2016 обслуговує відбіркові матчі чемпіонату світу 2018.

## Кар'єрна статистика
Статистика тільки для Гамбрінус ліги.
| Сезон                                             | Ігри | Загалом | за гру | Загалом | за гру | Посилання |
| ------------------------------------------------- | ---- | ------- | ------ | ------- | ------ | --------- |
| 2006/07                                           | 20   | 78      | 3.9    | 3       | 0.15   | [ 3 ]     |
| 2007/08                                           | 17   | 53      | 3.12   | 0       | 0      | [ 4 ]     |
| 2008/09                                           | 13   | 58      | 4.46   | 0       | 0      | [ 5 ]     |
| 2009/10                                           | 10   | 37      | 3.7    | 0       | 0      | [ 6 ]     |
| 2010/11                                           | 17   | 67      | 3.94   | 3       | 0.18   | [ 7 ]     |
| 2011/12                                           | 19   | 78      | 4.11   | 3       | 0.16   | [ 8 ]     |
| 2012/13                                           | 11   | 54      | 4.91   | 3       | 0.27   | [ 9 ]     |
| Підсумок                                          | 139  | 588     | 4.23   | 14      | 0.10   |           |
| Примітки: Немає ніяких звітів до сезону 2006/2007 |      |         |        |         |        |           |